# 大客 (嘉義縣)
大客，是臺灣嘉義縣新港鄉的一個傳統地域名稱，位於該鄉中部偏西南。相較於今日行政區，其範圍大致包括溪北村北部凸出部分的北端、潭大村南半葉不含東南部、港美村東端、南港村東南端。

## 歷史
台灣日治初期，大客地區為一街庄（舊制街庄），稱為「大客庄」，隸屬於牛稠溪堡。該庄西北與大崙庄為鄰，北及東與潭仔墘庄為鄰，東南邊為月眉潭庄、溪北庄，南邊及西邊為番婆庄。
1901年（日治明治三十四年）11月11日，全台設置二十廳，該庄隸屬於嘉義廳。1904年（明治三十七年）2月15日，該庄編入「月眉潭區」，隸屬於嘉義廳。1909年（明治四十二年）10月25日，全台整併二十廳為十二廳，該庄仍隸屬於嘉義廳。1910年（明治四十三年）1月18日，各區管轄區域調整，該庄仍隸屬於嘉義廳的「月眉潭區」。
1920年（大正九年）10月1日，全台廢十二廳改設五州二廳，該庄改制為「大客」大字，隸屬於臺南州嘉義郡新巷庄（新制街庄）。
戰後新巷庄改制為新港鄉，隸屬於臺南縣，大字亦改制為村。1950年（民國39年）10月25日，雲、嘉、南分治，新港鄉改隸屬於嘉義縣。

## 聚落
本地區發展較早的聚落為大客，在日治期初期的官方地圖上已有記載。此外，本地區尚有下客聚落。

## 交通
台灣高速鐵路是台灣西部的縱向高速鐵路，經過本地區中部略偏東地帶。最近的車站是位於南邊太保地區的高鐵嘉義站。
省道台37線即「高鐵橋下嘉義段道路」，是新港（實際起點為埤頭）至鹿草（實際終點為後寮）的幹道。由該道路北行可前往新港鄉的埤頭，並止於縣道159號/縣道164號共線路口；南行可前往太保市太保市區暨高鐵嘉義站、鹿草鄉北端的後寮，並止於縣道167號路口。
縣道157號是斗南至過溝的道路，經過本地區大客聚落。由該道路（大方向）北行可前往新港鄉新港市區、溪口溪、雲林縣大埤鄉、大埤鄉/斗南鎮邊界，並止於斗南市區南郊的省道台1線路口；南行可前往六腳鄉、朴子市、東石鄉東南端、布袋鎮北部的過溝，並止於省道台17線路口。
鄉道嘉61線是大客至新埤的道路。
鄉道嘉66線是港尾寮至月眉潭的道路。
鄉道嘉67線是舊南港至下客的道路。